# 陳鈺君
陳鈺君（1987年3月7日—）為臺灣女子籃球運動員，場上位置為前鋒，現效力於國泰女籃。陳鈺君出身宜蘭，國小三年級開始接觸籃球，99學年度幫助中國文化大學完成UBA三連霸，個人奪下首次增設的冠軍賽MVP殊榮，從第2季WSBL開始效力於國泰女籃，2018年9月加盟WCBA上海寶山女籃，2020年第15季WSBL重返國泰女籃，2020年6月在WSBL冠軍賽第二戰攻下全場最高19分，助隊完成WSBL十連霸，陳鈺君拿下WSBL冠軍賽MVP。
2019年陳鈺君與馬來西亞球隊红女爵簽約參加大马职篮女子联赛（MPLW），最終红女爵在MPLW止步於準決賽，而陳鈺君與劉希曄以及林文佑獲選MPLW例行賽最佳外籍球員。

## 外部連結
- 陳鈺君在fiba.basketball（英语）
- 陳鈺君在archive.fiba.com（archived）（英语）
- 陳鈺君在fiba3x3.com（英语）
- 陳鈺君在Eurobasket.com（球員）（英语）